# Ciepłownia Wola
Ciepłownia Wola – zakład ciepłowniczy znajdujący się przy ul. Połczyńskiej 21 na warszawskim Bemowie.
Zakład należy do spółki PGNiG Termika.

## Opis
Budowa ciepłowni rozpoczęła się w październiku 1971 i zakończyła we wrześniu 1974.
W Ciepłowni Wola pracują trzy kotły wodne na olej opałowy lekki.
Ciepłownia razem z Ciepłownią Kawęczyn stanowią szczytowe źródło ciepła dla Warszawy. Są one uruchamiane gdy temperatura zewnętrzna spada poniżej zera, a Elektrociepłownia Siekierki i Elektrociepłownia Żerań nie są w stanie zaspokoić popytu na ciepło. 
W roku 2014–2015 zmodernizowane zostały trzy istniejące kotły PTWM wymieniono części ciśnieniowe, palniki, dostosowując je do spalania oleju lekkiego i zaostrzonych norm emisyjnych. Wybudowano nowe instalacje rozładunkowe oleju lekkiego i zmodernizowano zbiornik magazynowy. Z eksploatacji wycofano olej opałowy ciężki (mazut).
Moc cieplna po modernizacji wynosi 348 MWt. Ciepłownia spełnia dyrektywy UE dla źródeł szczytowych istniejących, pracujących w ciągu roku do 1500 godz.